# Международный конкурс виолончелистов имени Витольда Лютославского
Международный конкурс виолончелистов имени Витольда Лютославского (пол. Międzynarodowy Konkurs Wiolonczelowy im. Witolda Lutosławskiego) — международный конкурс виолончелистов, проходящий в Варшаве каждые два года начиная с 1997 г. В конкурсе участвуют музыканты не старше 24 лет. Состязание носит имя выдающегося польского композитора Витольда Лютославского, и в финале конкурсанты исполняют его концерт для виолончели с оркестром.
Конкурс проводится Фондом поддержки молодых виолончелистов, а его создатель и руководитель Казимеж Михалик является бессменным председателем жюри. Почётными председателями в разные годы были Кшиштоф Пендерецкий, Мстислав Ростропович, Казимеж Корд, в состав жюри входили такие крупные фигуры мирового виолончельного искусства, как Даниил Шафран, Наталья Шаховская (Россия), Иван Монигетти (Швейцария), Вальтер Нотас, Вольфганг Бёттхер (Германия), Вальтер Дешпаль (Хорватия).

## Лауреаты
| 1997 | Анна Тыка (Польша)                                    |
| 1999 | Даньюло Исидзака (Германия)                           |
| 2001 | Бартош Козяк (Польша)                                 |
| 2003 | Юлиан Штекель (Германия)                              |
| 2005 | Кэндзи Накаги (Япония)                                |
| 2007 | Марцин Здуник (Польша)                                |
| 2009 | Лука Шулич (Хорватия) Филипп Хайем (Великобритания)   |
| 2011 | Томаш Дарох (Польша)                                  |
| 2013 | Кьяра Эндерле (Швейцария)                             |
| 2015 | Мацей Кулаковский (Польша) Зузанна Сосновска (Польша) |
| 2018 | Харума Сато (Япония)                                  |
| 2023 | Ким Тхэён (Южная Корея)                               |